# Bermudu Divstūris
Бермудский Двухугольник (лат. Bermudu Divstūris) — латвийский юмористический рэп-дуэт, созданный в 2011 году. В состав дуэта входят Ма́ратс О́глезневс (Marats Ogļezņevs) и Э́милс Ба́лцерис (Emīls Balceris), выбравшие в качестве своих псевдонимов «Бицепс» и «Трицепс». В 2014 году дуэт выпустил свой дебютный альбом «Тусим, не спим» (лат. "Ballējam neguļam"), благодаря которому ему удалось выиграть премию «Золотой микрофон» (лат. "Zelta Mikrofons") в номинации «Лучший альбом хип-хопа или танцевальной музыки».
Ма́ратс О́глезневс — бывший участник группы Device, во время пребывания в которой он поучаствовал в записи трёх студийных альбомов.
Э́милс Ба́лцерис — участник нескольких международных и национальных конкурсов Латвии.
Э́милс и Ма́ратс до создания дуэта занимались другим популярным в Латвии дуэтом — Musiqq, с которым участвовали в 1-м сезоне шоу канала TV3 «Koru kari» в Лиепайском «красном хоре» под руководством Чилли. Помимо прочего, Musiqq выступали на песенном конкурсе "Евровидение" в 2011 году.

## Дискография

### Студийные альбомы
| Год  | Название                                   | Лейбл        |
| ---- | ------------------------------------------ | ------------ |
| 2014 | «Тусим, не спим» (лат. "Ballējam neguļam") | Platforma.lv |
| 2018 | «Хищник тусовки» (лат. "Ballplēsis")       |              |
| 2022 | «Среднекрасивый» (лат. "Vidēji glīts")     |              |